# クレイグ・マンディ
クレイグ・ジェームズ・マンディ（Craig James Mundie、1949年7月1日、オハイオ州クリーブランド生まれ）は、マイクロソフトの最高研究戦略責任者（Chief Research and Strategy Officer）である。彼は1992年、同社のコンシューマー・プラットフォーム部門（Consumer Platforms Division）にて、ハンドヘルドシステム、車載システム、そして初期のテレビゲーム向けのオペレーティングシステムである、Windows CEの開発管理を開始している。1997年、マンディはウェブティービー・ネットワークス社の獲得を指揮している（現在のMSN TV）。彼は長年信頼できるコンピューティングとデジタル著作権管理の擁護者である。
1970年、マンディは"Systems Equipment Corporation"（SEC）社のコンピュータ、データゼネラルNovaに搭載するオペレーティングシステムの開発者として職歴を刻み始めた。SECはその後データゼネラル・コーポレーションにより獲得され、マンディはその後、ノースカロライナ州・リサーチ・トライアングル・パークにあるデータゼネラルの高度開発拠点(Advanced development facility)の所長に就任した。1982年、彼はアライアント・コンピュータ・システムズを共同で設立し、同社の様々な役職に就いた後、CEOになっている。アライアントは1992年破産申し立てを行った。
マンディは1971年に電気工学の学士号、1972年に情報理論、計算機科学の修士号をそれぞれジョージア工科大学で授与されている。
マンディは、2009年5月14日から17日までギリシャ・アテネ近郊のブリアグメニにて開かれたビルダーバーグ会議に出席していた。彼は現在運営委員（a member of the Steering Committee）に就いている。この委員会は翌年のビルダーバーグ会議の招待リストに載せる人物を決定する。
2010年1月、スイス・ダボスで開催された世界経済フォーラムでは、サイバー攻撃に関する議論が持ち上がったが、マンディはそこで、インターネット利用者は事前許可が必要であるとの持論を展開したとされる。
2009年4月、オバマ大統領はマンディをアメリカ合衆国大統領科学技術諮問委員会（United States President's Council of Advisors on Science and Technology, PCAST）の委員に指名した。